# История лангобардов
История германского племени лангобардов охватывает период с V по VIII век и в основном приходится на период великого переселения народов.

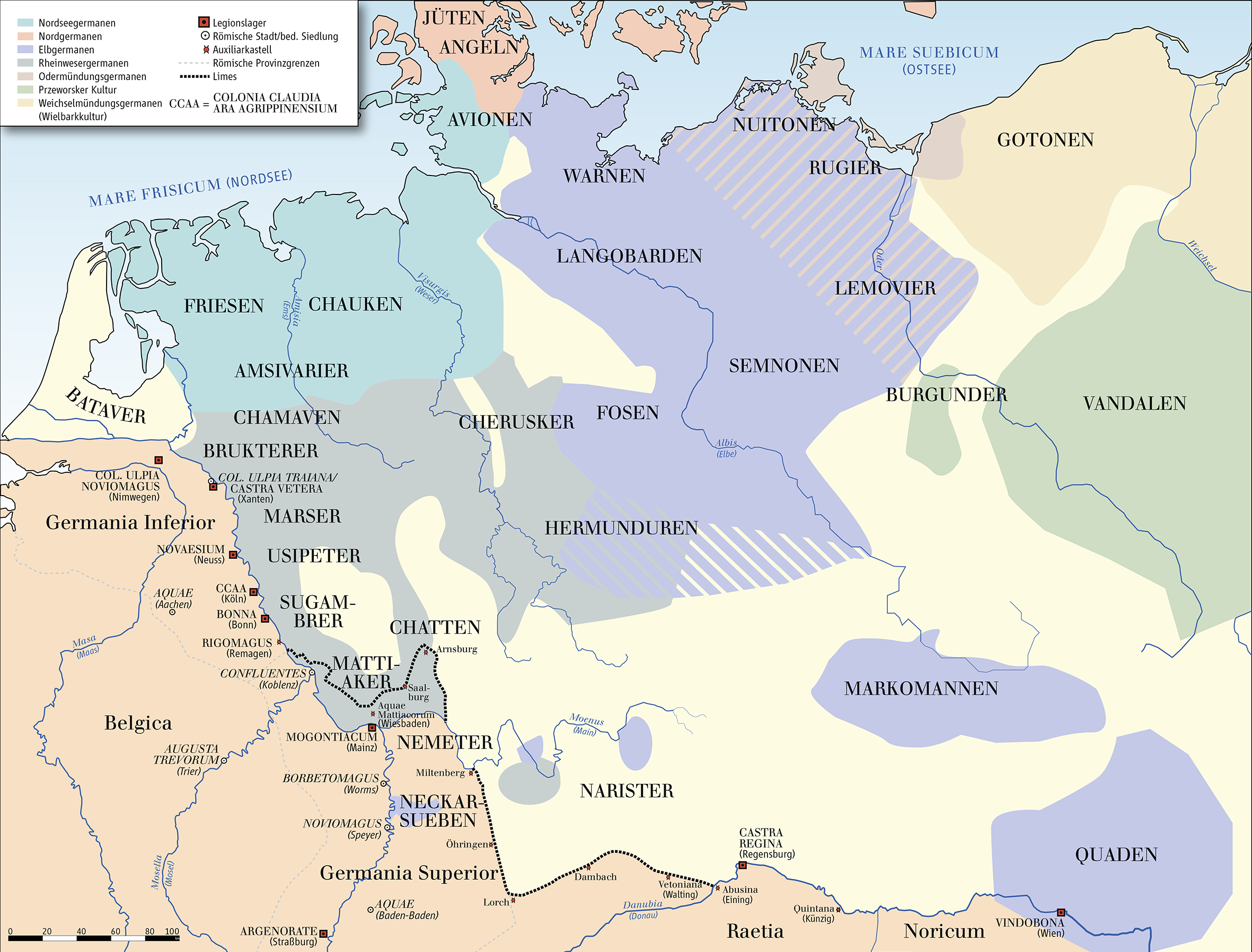
Германские племена в период с 50 по 100 г. н. э. (без учёта Скандинавии)

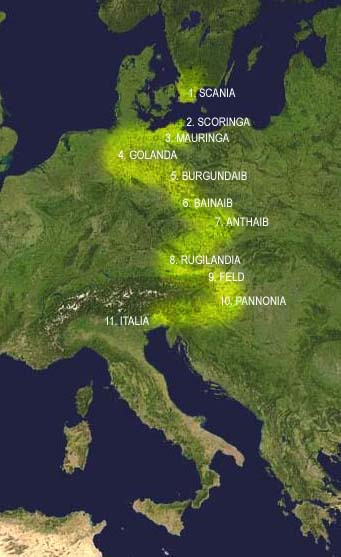
Маршрут миграции лангобардов от Скандинавии до Италии

Хотя лангобарды, вероятно, упоминались в античных источниках ещё с I века н.э. в качестве одного из племён, входивших в свевский союз племён, их самостоятельная история, отражённая в письменных источниках, начинается на рубеже V и VI веков, когда они достигли северо-восточных рубежей бывшей Римской империи. После завоевания Лангобардского королевства франками собственная история лангобардов снова перестала прослеживаться; они слились с романо-германским населением Апеннинского полуострова. «Лангобардскими князьями» именовали себя правители Южной Италии в Х веке.
Именно от лангобардов исходит современное название северо-итальянской области Ломбардия.

## Ранняя история

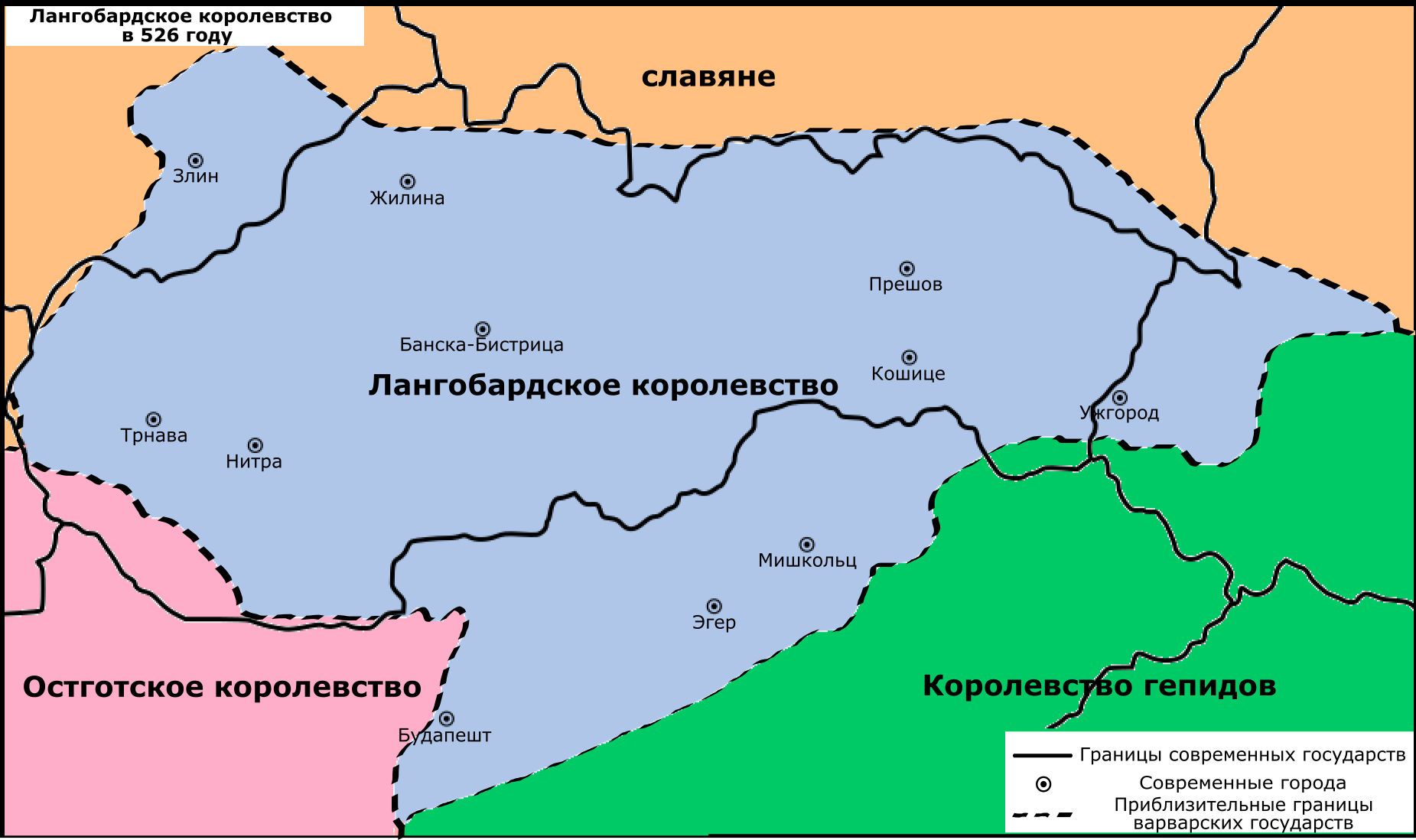
Лангобардское королевство в 526 году

Одним из основных источников по ранней истории лангобардов является анонимное сочинение VII века «Происхождение народа лангобардов» (Origo Gentis Langobardorum), которое использовал Павел Диакон в VIII веке при написании своей «Истории лангобардов» (Historia gentis Langobardorum). Согласно легенде, описанной в этом произведении, имя народу дал Годан (Один) по научению его жены Фригг. Перед битвой, чтобы казаться более многочисленными, женщины лангобардов зачёсывали волосы на лицо на манер бород, становясь похожими на бородатых мужчин. Там же говорится, что ранее лангобарды носили имя «винили» и проживали на острове «Скадан».
Иоанн Диакон, венецианский историк и государственный деятель XI в., автор «Венецианской хроники», одного из самых ранних сочинений об истории Венеции, называет лангобардов винулами.
По мнению исследователей, лангобарды первоначально жили в Барденгау, на левом берегу нижней Эльбы. К V веку, мигрировав на юг, проникли в Норик в районе среднего течения Дуная, где приняли христианство в его арианской форме, чем формально признали себя федератами и союзниками Империи. Ознакомившись с организацией римского войска, лангобарды реорганизовали своё военное устройство по его образцу.
В 508 году, в ходе второй войны с герулами, лангобарды разрушили их государство в Моравии, а с 526 года, заняв запад Паннонии, воевали с государством гепидов, которое окончательно уничтожили в союзе с аварами в 567 году.

## Завоевание Италии

Лангобардское королевство при Альбоине

В 568 году лангобарды под предводительством Альбоина вторглись в северо-восточную Италию. Там они основали первое на Апеннинском полуострове лангобардское княжество — Фриульское герцогство, которому предстояло играть роль буфера между Италией и альпийскими славянами. В 572 году, при Клефе, преемнике Альбоина на лангобардском троне, после трёхлетней осады завоевали Павию, ставшую столицей королевства.
Покорив северную Италию, лангобарды начали продвижение на юг. Расселившись почти по всему Апеннинскому полуострову, они раскололи итальянские владения Византии на несколько обособленных областей.
Быстрому завоеванию Италии лангобардами способствовало то, что после войн Империи с остготами византийцы ещё не успели в должной мере наладить административное управление итальянскими территориями. Местное население Италии (за исключением знати и церкви), истощённое налогами, не оказывало значительного сопротивления пришельцам.
В отличие от прочих германских племён, расселившихся на территории Римской империи, лангобарды не только не смешивались с местным населением, но даже вели жёсткую (вплоть до физического уничтожения) политику по отношению к нему.
Вторжение лангобардов в Италию и завоевание ими бо́льшей части полуострова перечеркнули усилия императора Юстиниана I по восстановлению Римской империи. Император Юстин II попытался воспользоваться тем обстоятельством, что после убийства Клефа лангобардские герцоги не избрали себе нового короля и перестали, таким образом, представлять собой единую военно-политическую силу. Он направил в Италию войско, но оно всё равно оказалось разбито лангобардами — попытка Империи возвратить потерянные земли провалилась. Смирившись с этим император Тиберий II в 580 году реорганизовал осколки итальянских владений в пять провинций.
В VI веке при королях Агилульфе (590—616), Ротари (636—652) и Гримоальде (662—671) лангобарды подчинили земли в среднем течении реки По, овладели Лигурией, а также Апулией и Тарентом. В первой половине VIII века они аннексировали область Эмилия и Романья, остров Корсику и ряд других территорий. Византия, которая в это время переживала вторжение славян и вела войну с государством Сасанидов, не в состоянии была эффективно защищать свои итальянские территории. Король Бертари (661—662, 671—688) заключил мир с Византией.
В 727 году король Лиутпранд взял несколько городов Эмилии, и среди них морской порт Равеннского экзархата Классис, но саму Равенну он смог взять под свой контроль лишь в 737 году. Однако папа римский Григорий III потребовал восстановить предшествовавший этому событию статус-кво.
В 739 году Лиутпранд захватил несколько городов, принадлежавших Риму. Папа запросил помощи у фактического правителя франкского государства Карла Мартелла, предлагая ему за это часть византийских владений в Италии, но тот не пошёл навстречу папе.

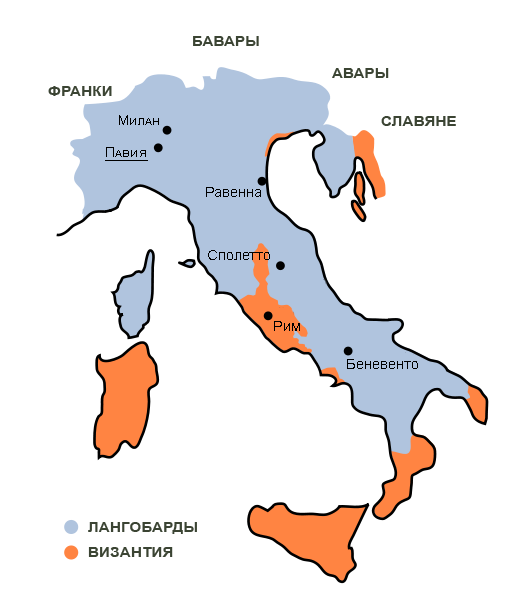
Лангобардское королевство на пике своего развития (751 год)

Племянники Лиутпранда короли Ратхис (744—749) и Айстульф (749—756) продолжили борьбу против Равеннского экзархата. Айстульф довёл дело до конца, завоевав в 751 году Равенну и прогнав последнего экзарха Евтихия. Вскоре он начал угрожать и Римской области. Однако на этот раз Рим был спасен франками, которых призвал в Италию глава католической церкви.

## Христианство в королевстве лангобардов
Агилульф (590—615/616) первым из королей лангобардов перешёл из арианства в ортодоксальное христианство. В этом решении на него оказала влияние его жена Теоделинда. Однако массы лангобардов отказывались от арианства с большим трудом. Принявшие христианство, как большинство других германских племён, в его арианском варианте, лангобарды придерживались арианства с особым упорством, видя в нём опору для своей этнической обособленности. Они с большим трудом согласились признать после смерти Агилульфа власть его сына Аделоальда и регентство при нём его матери Теоделинды, тоже ортодоксальных христиан.
Аделоальд и его мать проводили решительную религиозную политику. При них страна была поделена на три религиозные зоны: ортодоксальную (кафолическую), арианскую и языческую. Но в целом их усилия по обращению лангобардов в кафоличество были тщетны.
Следующие лангобардские короли Ариоальд (626—636) и Ротари (636—652) продолжали исповедовать арианство. Напряжённость в отношениях с папами стабильно нарастала, пока не перешла в открытую борьбу, вплоть до вооружённых столкновений. Эта борьба, в которую были вовлечены и франкские короли, выступавшие на стороне папы, шла с переменным успехом, заключения мирных договоров чередовались с их нарушениями.
Ариперт I (653—661) занял престол при поддержке католической церкви в 653 году после смерти Родоальда, сына Ротари. С этого короля началась поддержка католицизма в королевстве лангобардов. Ариперт I завещал дворянам избрать на престол после своей смерти двух его сыновей — Годеперта и Бертари, что и было сделано. Однако Годеперт был арианином, а Бертари католиком. Противоречия между братьями быстро привели к междоусобной войне, в которой герцог Беневенто Гримоальд убил Годеперта, изгнал из страны Бертари и узурпировал трон.
Несмотря на то, что Гримоальд состоял в браке с католичкой и поддерживал папство, он до конца жизни исповедовал арианство. Однако при нём получил распространение культ святого Михаила как покровителя лангобардской армии.
В 671 году Бертари смог вернуться из ссылки и возвратить лангобардский трон. Он сделал католицизм официальной религией королевства и проводил активную религиозную политику, хотя и не признал папской власти.
Ариперт II (702—712) стремился сохранить хорошие отношения с папой и передал в дар Священному Престолу обширные земли.
В годы правления Лиутпранда (712—744) католическая религия стала новым элементом единства государства. Церковные структуры получили законодательное подкрепление. Церковь была поставлена под королевскую защиту, были запрещены определённые языческие практики и введены браки по не католическому обряду. Лиутпранд называл себя католическим королём лангобардов, прилагал большие личные усилия к укреплению католической церкви. Он разрешал многие конфликты между епархиями и герцогами, построил множество церквей, в Павии основал Базилику св. Петра «в Золотом небе», был первым королём лангобардов, который имел собственную часовню, купил у сарацин и перевёз в Павию останки Святого Августина.

## Политическая борьба в королевстве лангобардов
Король Альбоин умер в Вероне в 572 или 573 году в результате заговора, устроенного его женой Розамундой, дочерью короля гепидов Кунимунда, убитого Альбоином. У Альбоина не было сыновей, и после его гибели лангобардский престол перешёл к Клефу. Тот правил всего полтора года и погиб от рук своих подданных. И Альбоин, и Клеф отличались исключительной жестокостью. Это вселило в лангобардов ненависть к королевской власти как таковой, и они предпочли больше никого не избирать на королевский престол. На десятилетие установилось междуцарствие, и герцоги сделались фактически ни от кого не зависящими правителями в своих владениях (Правление герцогов).
Однако неспособность в одиночку противостоять Византии и Франкскому государству привела к пониманию необходимости всё-таки избрать нового короля. Чтобы королевская власть имела материальную опору, герцогам пришлось отдать королю половину своих земель. Город Павия также был отдан королю.
Десятилетие без королевской власти сформировало отличительную черту лангобардского королевства — сильная власть герцогов наряду с королевской властью. Короли старались ограничить могущество герцогов, присвоить себе право их назначения, но это им до конца не удалось. Многие лангобардские короли погибли в результате заговоров. Лишь немногим из них удавалось передать престол своим сыновьям.
Третьим лангобардским королём в 584 году был выбран сын Клефа Аутари. Его брак с Теоделиндой, дочерью баварского герцога, оказался фактом, более ста лет затем определявшим преимущество при наследовании престола в Павии (баварская династия).
Обстоятельства смерти Аутари в 590 году неизвестны, возможно, он был отравлен.

Преемником Аутари стал его двоюродный брат герцог Турина Агилульф, женившийся на его вдове Теоделинде. Специально к церемонии коронации Агилульфа по приказу Теоделинды была изготовлена «Железная корона лангобардов». 

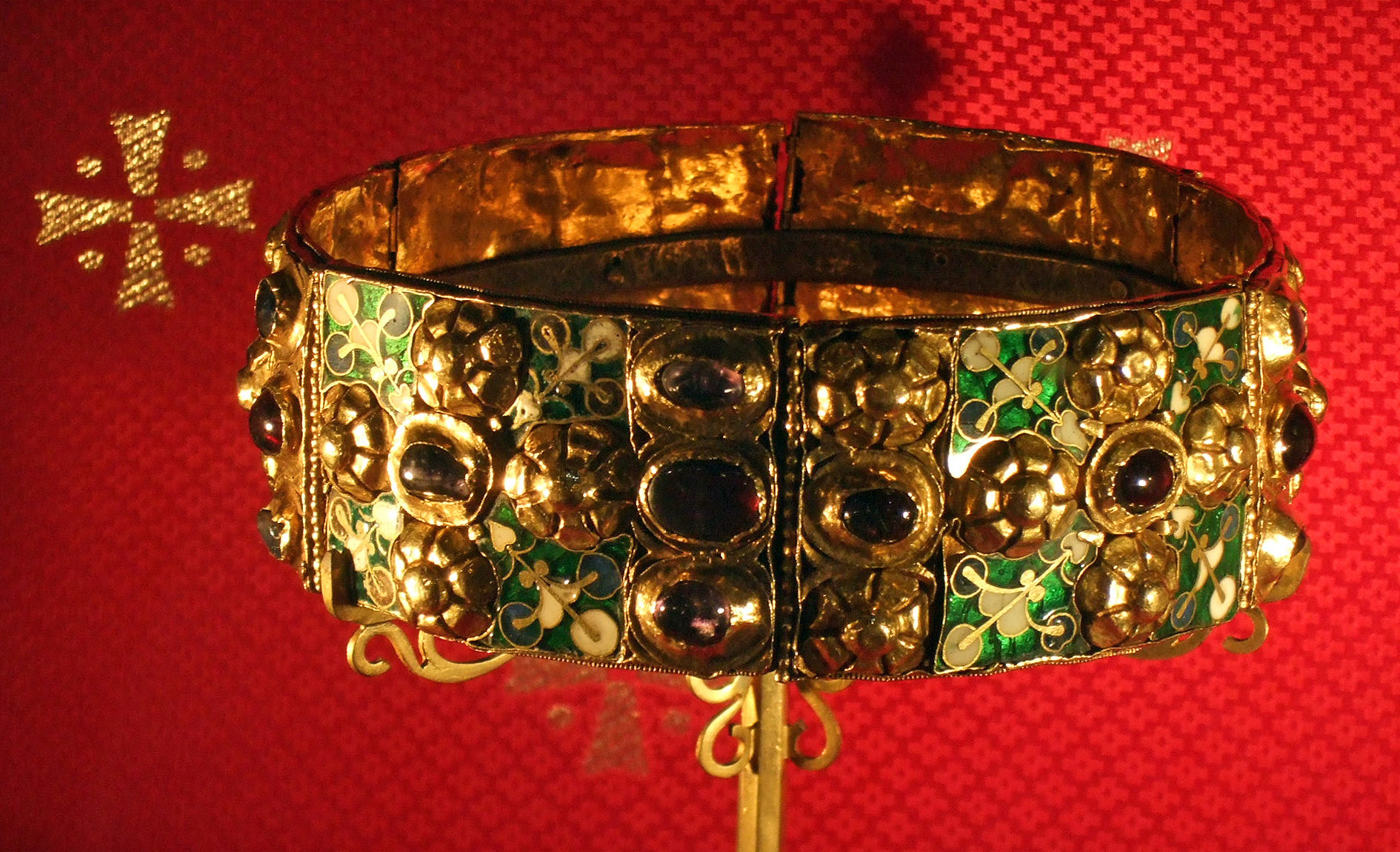
Железная корона лангобардских королей

Впоследствии Агилульф и Теоделинда передали эту корону на хранение в построенный ими собор Иоанна Крестителя в Монце.
После смерти Агилульфа в 615 или 616 году лангобардский трон перешёл к его малолетнему сыну от Теоделинды Аделоальду под регентством матери. Религиозная политика, проводимая Аделоальдом и Теоделиндой, вызывала сильное сопротивление лангобардской знати. Недовольство знати вызывала также неспособность молодого короля управлять государством из-за начавшегося психического расстройства. В 625 или 626 году, на десятом году правления, Аделоальд и его мать были свергнуты в результате заговора. Об их дальнейшей судьбе достоверно ничего не известно.
Организовал заговор против Аделоальда и Теоделинды туринский герцог Ариоальд, занявший после этого на десять лет (626—636) трон. Вскоре после воцарения он запер свою жену в монастыре, обвинив её в заговоре против него с герцогом Фриуля Тассоном.
Сын короля Ротари (636—652) Родоальд продержался на престоле всего пять месяцев и был убит мужем одной из своих любовниц.

### Борьба Бертари и его потомков за трон (661—702)
Ариперт I (653—661) был избран королём при деятельной поддержке папы. Он был весьма набожным и государственным делам предпочитал отшельничество. Перед смертью он попросил дворян избрать на престол совместно двух его сыновей — старшего Бертари и младшего Годеперта, что и было сделано. При этом Павия досталась Годеперту, а Бертари получил Милан. Между братьями (придерживавшимися разных направлений христианства) сразу же разгорелась война. Годеперт обратился за помощью к Гримоальду герцогу Беневента. Но вместо помощи тот при поддержке туринского герцога Гарибальда убил Годеперта во дворце в Павии. Бертари же был вынужден бежать — сам он скрылся у аваров, а жена и сын были сосланы в Беневент. После этого Гримоальд провозгласил себя королём и женился на дочери Ариперта I, сестре Годеперта.
Во время случившегося заговора против Гримоальда Бертари вернулся в Италию, но из-за провала заговора был вынужден снова бежать, теперь к франкам. Когда Гримоальд договорился с франками о выдаче Бертари, тот был готов бежать ещё дальше, но в это время (671 год) Гримоальд умер. После этого Бертари смог окончательно вернуться. Он отстранил от престола малолетнего сына Гримоальда и установил свою власть.
Бертари пал жертвой заговора в 688 году.
Похожим образом протекало правление сына Бертари Куниперта (688—700) — против него поднялись арианские повстанцы во главе с герцогом Тренто и Брешии Алагисом, с которым воевал ещё его отец Куниперт потерпел поражение и так же, как когда-то его отец, был отправлен в ссылку и так же сумел вернуть себе трон. Сам Алагис погиб в сражении с Кунипертом.
После смерти Куниперта трон перешел к его сыну Лиутперту, внуку Бертари. Такое продолжение династии случилось впервые за сто лет со времени образования лангобардского королевства. Регентом при малолетнем короле был герцог Анспранд. За время своего краткого царствования Лиуперт, как его отец и дед, успел потерять и возвратить трон. Его власть оспаривали Рагинперт и его сын Ариперт II. Ариперт убил короля Лиутперта, а регента Анспранда выслал в Баварию.

### Конец баварской династии
Король Ариперт II (702—712) был последним лангобардским королём из баварской династии Теоделинды. Его правление не было спокойным — в королевстве происходило много восстаний, славяне постоянно совершали набеги на северо-восточные области, причиняя много беспокойства. В 703 году Фароальд II, герцог Сполето напал на Равеннский экзархат. Ариперт не поддержал герцога, так как стремился сохранить хорошие отношения с византийским императором и с римским папой. Он передал в дар Священному Престолу обширные земли.
В 711 году в Италию из ссылки вернулся Анспранд с большой армией, предоставленной ему баварским герцогом Теодебертом, к которой присоединилось много жителей Венеции и других восточных районов королевства. В произошедшем сражении Ариперт потерпел поражение. Собрав свои сокровища, он хотел укрыться в пределах Франкского государства. Однако, при попытке переправиться через реку Тичино Ариперт утонул.

### Правление Лиутпранда (712—744)

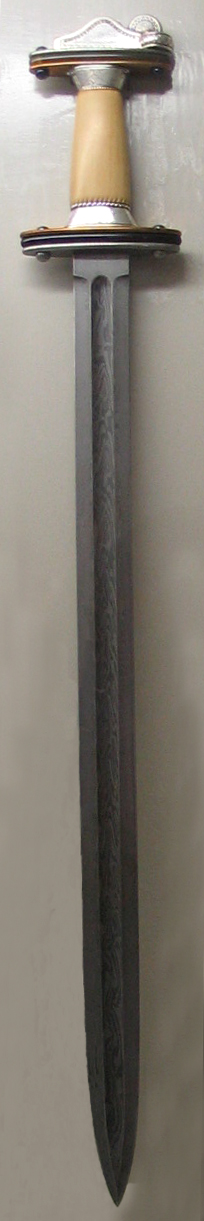
Лангобардский меч

После гибели Ариперта II Анспранд стал королём лангобардов, но просидел на троне лишь три месяца, оставив после смерти королевство сыну Лиутпранду.
При Лиутпранде королевская власть у лангобардов достигла наибольшего могущества. Королевский дворец занял центральное место в жизни столицы, ему был придан священный характер. Основной функцией государства было провозглашено «выполнение божественной воли». Была трансформирована вся политическая система лангобардского государства, реорганизованы региональные органы власти, внесены изменения в управление дворцом. Была укреплена судебная система — судьи напрямую докладывали королю о нарушениях и произволе местных властей, могли самостоятельно их пресекать. Сто пятьдесят законов пополнили Эдикт Ротари — высшее к тому времени достижение в законотворчестве лангобардских королей. Обновлённая правовая реформа основывалась на римском праве. При этом новые законы перед их принятием согласовывались с герцогами и собранием воинов.
Лиутпранду удалось многого добиться в подчинении герцогов своей власти. Так, когда в 732 году в Беневенто, наиболее могущественном герцогстве в составе Лангобардского королевства, случился спор о престолонаследии, Лиутпранд вмешался и издал указ, которому дворянство Беневенто подчинилось, и который определил наследника герцогской короны. В 739 году, когда герцог Фриуля начал свою борьбу против патриарха Аквилеи, Лиутпранд посадил на фриульский трон герцогского сына, своего племянника Ратхиса. В том же году, когда герцог Тразимунд II стал проводить независимую внешнюю политику, противоречащую интересам Лиутпранда, тот объявил Тразимунда предателем, вторгся со своей армией в пределы Сполетского герцогства, взял Сполето и назначил нового герцога, подчинив, таким образом, это герцогство.
В 737 году во время тяжёлой болезни Лиутпранда лангобардское дворянство решило короновать некоего Гильдепранда. Лиутпранд сначала отреагировал на это с яростью, но затем признал целесообразность этого акта ради обеспечения мира и стабильности в государстве. К концу правления Лиутпранда в Лангобардском королевстве впервые за долгое время установилась стабильность.
Церковь была поставлена Лиутпрандом под королевскую защиту, были запрещены и карались штрафом такие языческие практики, как гадание, магия, оккультизм. Также были запрещены браки по не католическому обряду, но в то же время были разрешены браки между лангобардами и римлянами, что вело к размыванию этнической обособленности лангобардов, которой они традиционно держались со времени появления в Италии.
В Павии при Лиутпранде развивалось строительство, что сделало город архитектурным центром.

## Отношения с франками
В 574 году, в период междуцарствия три лангобардских вождя вторглись в южные пределы Франкского государства. Один из них — Амон — дошёл до Авиньона и Марселя, разграбил Арльскую провинцию, уведя оттуда людей и скот, потом осадил Экс и, взяв с жителей выкуп, отошёл к Амбрену. Другой — Забан — дошёл до Валанса и осадил его. Третий — Родан — захватил Гренобль. Там в сражении Родан потерпел поражение и, будучи раненым, с несколькими сотнями своих воинов ушел к Забану. Далее эти два лангобардских вождя с добычей начали отступление к Амбрену для соединения с Амоном. Однако франки выступили им навстречу и разгромили их. Лишь немногие из лангобардского войска Забана и Родана вернулись в Италию. Узнав об этом, Амон с добычей тоже начал отступление домой в Италию, а франки, преследуя лангобардов, заняли некоторые районы в Савойских Альпах, до этого отвоёванные лангобардами у византийцев.
В 584 году меровингский король Хильдеберт II, находясь в союзе с Византией, пересёк Альпы и продемонстрировал лангобардским герцогам, управлявшимся ещё без короля, военную мощь франков. В годы правления избранного королём Аутари (584—590) франки два раза вторгались в пределы лангобардского королевства. Первое их вторжение (в 588 году) было успешно отбито, а второе (в 590 году) привело к разорению Италии.
При Агилульфе, преемнике Аутари на королевском троне (590—615/616), лангобарды замирились с франками. Новое вторжение франков во владения лангобардов произошло лишь спустя семьдесят лет, во время правления короля Гримоальда (662—671), который нанёс франкам поражение.
Король Лиутпранд (712—744) с самого начала своего царствования прикладывал все усилия для удержания мира с северными соседями. С возникновением арабской угрозы и франки стали видеть в лангобардах своих естественных союзников. В это время в королевстве франков номинально правили ещё Меровинги, но фактически уже Каролинги, с которыми у лангобардов была давняя вражда. Ситуация изменилась, когда в 720 году Лиутпранд женился на Гунтруде, племяннице Карла Мартелла. С этого времени между Лангобардским королевством и Каролингами были установлены тесные связи. В 738 году Карл Мартелл попросил помощи у Лиутпранда для отражения нападения арабов на Прованс. Лиутпранд мобилизовал армию, вступил в Прованс и обратил захватчиков в бегство. Победа над «неверными» укрепила авторитет Лиутпранда как защитника христианства.

## Завоевание лангобардского королевства франками
В середине VIII века нарушился хрупкий баланс между лангобардскими королями и папством. В 751 году король Айстульф ликвидировал Равеннский экзархат, под чьим непосредственным протекторатом находилось папство. Над Римом нависла угроза лангобардского завоевания. Хотя франки и находились с лангобардами в дружественных отношениях и видели в них своих союзников в борьбе с арабами и внутренней аристократической оппозицией, папа Захария (741—752) не видел другого пути спасения, кроме как добиваться поддержки у франков.
С санкции папы во Франкском государстве была свергнута династия «ленивых королей» Меровингов, и фактический правитель, майордом Пипин Короткий, был в ноябре 751 года провозглашён королём. Сакральная легитимация власти Пипина давала папам право рассчитывать на его признательность в форме военной помощи против лангобардов. Однако прошло несколько лет, прежде чем франкский король сделал выбор в пользу Рима. Папе Стефану II(III) пришлось в 754 году самому отправиться во Франкское государство и во второй раз — теперь лично — освятить власть Пипина и признать её наследственной. После этого Пипин уже не мог игнорировать обращения Церкви.

### Война 755—756 года Пипина против Айстульфа
В 755 году Пипин предложил Айстульфу очистить церковные владения «миром и без пролития крови», но тот проигнорировал предложение. Тогда «сам Святой Пётр» обратился (чудесным образом) к Пипину с письмом, и франки вторглись в Италию на правах защитника Церкви и вскоре принудили лангобардов просить мира. Осажденный в своей столице Павии, Айстульф сдал город и даже предоставил победителю сорок заложников в качестве гарантий того, что враждебные намерения в отношении папства не будут возобновлены. Но едва Пипин ушёл, лангобардский король нарушил своё обещание и осадил Рим. Повторный поход Пипина, верного союзу с папой, в мае 756 года также закончился победой. Отвоёванные у лангобардов центрально-итальянские области Римского герцогства, Равеннского экзархата, Пентаполя и Умбрии, он отдал папству («Пипинов дар»), установив над ними свой контроль. Эти земли стали основой Папской области.
После смерти Айстульфа в 756 году Лангобардское королевство вошло в кризисный период — его расшатывала борьба претендентов на трон и центробежные устремления племенной и военной аристократии. Папство же под покровительством франков превратилось в самостоятельную силу, не только потеснившую лангобардов с политической сцены, но и пытавшуюся использовать их как орудие осуществления собственных планов.

### Дипломатия Дезидерия
Пока был жив Пипин Короткий, новый король лангобардов Дезидерий (757—774) придерживался выжидательной тактики, ограничиваясь дипломатической игрой на разногласиях Рима и Константинополя. После раздела Франкского государства между сыновьями Пипина Карлом и Карломаном ситуация выгодно изменилась. Оба преемника Пипина немедленно взялись за удельное соперничество, не придавая значения положению дел в Италии. Дезидерий начал строить свою внешнюю политику на использовании этого обстоятельства. К тому же и Карломан, чьи земли граничили непосредственно с королевством лангобардов, стал открыто искать дружбы с Дезидерием в противовес растущему могуществу старшего брата.
Внезапная смерть Карломана в конце 771 года мгновенно разрушила все планы лангобардского короля. Карл немедленно овладел землями брата, воссоединив таким образом под своей властью всё Франкское государство. Поскольку опасность междоусобицы была устранена, отпала необходимость политических реверансов Карла в сторону лангобардов. Более того, Карл при этом нанёс жестокое оскорбление престарелому Дезидерию, отвергнув навязанную ему в супруги дочь Дезитерия. Ответным ударом стало объявление притязаний на удел Карломана от имени малолетних сыновей последнего, которые нашли приют при лангобардском дворе.
В начале 772 года скончался папа Стефан III (IV). Если этот папа ещё колебался в вопросе франкского протектората, то новый понтифик Адриан I (772—795) сохранял безусловную профранкскую ориентацию. Чтобы заставить папу поддержать своё требование в отношении детей Карломана и короновать их как франкских королей, Дезидерий прибег к военному давлению и в конце 772 года аннексировал ряд папских владений. Хотя Карл был в это время занят войной с саксами, такой выпад Дезидерия, оспаривавшего его права на престол, поставил франкского короля перед необходимостью как можно скорее устранить опасность, исходившую из-за Альп. Война стала неизбежной.

### Война 773—774 года Карла против Дезидерия
В сентябре 773 года войска Карла были стянуты к Женеве. Оттуда король обратился к Дезидерию с формальным предложением освободить захваченные им в прошлом году церковные владения — именно об этом просил папа Адриан, и именно это стало поводом к началу нового военного вмешательства франков в Италии. Ультиматум Карла остался без ответа.
Организуя наступление, Карл разделил войско на две армии, из которых основная, ведомая самим королём, пересекла Альпы через перевал Мон-Сенис и была задержана лангобардами во главе с Дезидерием близ местечка Суза у подножия Котских Альп. Другая франкская армия во главе с дядей короля Бернгардом переправилась значительно севернее — через перевалы Большой и Малый Сен-Бернар. Опасность ситуации вынудила лангобардов отступить. Одну часть своего войска Дезидерий отвёл в хорошо защищённую Павию, другая двинулась дальше на восток и укрепилась в Вероне.
Верона пала уже зимой 773/774 годов и Карлу удалось захватить укрывшихся там вдову и сыновей Карломана. Осада Павии же затянулась до начала лета. 5 июня 774 года Карл совершил триумфальный въезд в лангобардскую столицу, где был коронован «железной короной» лангобардских королей и принял титул «Rex Francorum et Langobardorum».
Дезидерий попал в руки победителя и был заточён в монастырь Корби, где впоследствии и умер.
После покорения Лангобардского королевства Карлу пришлось предпринять ещё несколько походов за Альпы. В начале лета 776 года он выступил против восставшего герцога Фриуля и заставил его покориться. Угрозу франкскому господству в Италии представляло также фактически независимое существование Беневенто — лангобардского герцогства в Южной Италии. По отношению как к франкам, так и к папству беневентский герцог Арехис II (758—787), зять Дезидерия, занимал враждебную позицию и не скрывал сепаратистских устремлений. Однако кампания против Беневенто не приобрела широкого размаха, так как Арехис II довольно быстро обратился к франкскому королю с просьбами о мире и признании своего вассалитета. Герцог Гримоальд III (788—806), наследовавший Арехису после его смерти, подтвердил вассальную присягу Карлу.

## Короли лангобардов

### До завоевания Италии
- Ибор и Айо (предположительно начало — вторая половина IV века).
- Агильмунд (конец IV — начало V века).
- Ламиссо (начало V века).
- Лет (первая половина — середина V века).
- Альдихок (вторая половина V века).
- Годехок (470-е — после 489).
- Клаффо (конец V века).
- Тато (до ок. 511).
- Вахо (ок. 511 — ок. 540).
- Вальтари (ок. 540—546).
- Аудоин (546—566).
- Альбоин (566—572) — первый король Лангобардского государства в Италии.

### После завоевания Италии
- Альбоин (568—572/573)
- Клеф (572/573—574)
- Правление герцогов (574—584)
- Аутари (584—590)
- Агилульф (590—615/616)
- Аделоальд (615/616—625/626)
- Ариоальд (625/626—636)
- Ротари (636—652)
- Родоальд (652—653)
- Ариперт I (653—661)
- Годеперт (661—662)
- Гримоальд (662—671)
- Гарибальд (671)
- Бертари (661—662);(671—688)
- Куниперт (688—689);(689—700)
- Лиутперт (700—702)
- Рагинперт (701)
- Ариперт II (702—712)
- Анспранд (712)
- Лиутпранд (712—744)
- Гильдепранд (744)
- Ратхис (744—749)
- Айстульф (749—756)
- Дезидерий (756—774)